# Mesochorus luteipes
Mesochorus luteipes är en stekelart som beskrevs av Cresson 1872. Mesochorus luteipes ingår i släktet Mesochorus och familjen brokparasitsteklar. Inga underarter finns listade i Catalogue of Life.